# Scot Symon
James Scotland Symon, couramment appelé Scot Symon, est un footballeur international puis entraîneur écossais ainsi qu'un joueur de cricket international, né le 9 mai 1911, à Errol (en), Perth and Kinross et mort le 30 avril 1985. Évoluant au poste d'ailier, il est particulièrement connu pour ses saisons aux Rangers, club où il évolue à la fois comme joueur et entraîneur.
Il compte une sélection en équipe d'Écosse de football. Il fait partie du Scottish Football Hall of Fame, depuis 2013, lors de la dixième session d'intronisation.

## Biographie

### Carrière en club
Natif de Errol (en), Perth and Kinross, il devient professionnel en s'engageant pour Dundee en 1930 où il restera 5 saisons. Il joua ensuite pour le club anglais de Portsmouth pour 3 saisons, avant de signer pour le club dont il était supporteur quand il était jeune, les Rangers. Il y restera 9 saisons (mais seulement 3 hors temps de guerre), y remportant le titre de champion en 1938-39.
Après sa retraite de joueur prise en 1947, il se reconvertit comme entraîneur, d'abord à East Fife, pendant 6 années, réussissant une magnifique saison en 1949-50, finissant 4e du championnat et remportant la Coupe de la Ligue écossaise et atteignant la finale de la Coupe d'Écosse, battu par les Rangers.
Il prit ensuite en charge l'équipe anglaise de Preston North End pour une seule saison, en 1953-54, terminant 11e du championnat et atteignant la finale de la FA Cup, battu par West Bromwich Albion.
Il s'engagea ensuite pour son club de cœur, les Rangers où il restera 13 saisons, y remportant 6 titres de champion, 5 Coupes d'Écosse et 4 Coupes de la Ligue écossaise. Il permit aussi aux Rangers de briller pour la première fois en compétitions européennes, atteignant les finales des Coupes des coupes de 1961 (perdue contre la Fiorentina) et 1967 (perdue contre le Bayern Munich).
Il fut renvoyé de son poste en 1967, contre toute attente, l'équipe dominant alors le championnat. La nouvelle lui fut annoncée par un assistant de la direction, car personne de l'équipe dirigeante ne se sentait l'envie ni le courage de le faire en personne. Il lui fut proposé de prendre une position de directeur sportif au club, ce qu'il refusa. Il avait dirigé l'équipe pendant 13 ans et 139 jours, pour 681 matches (445 victoires, 114 matches nuls et 122 défaites, soit 65,34 % de victoires).
Le poète Tom Leonard écrivit un poème à ce sujet, Simple Symon, dans sa série Six Glasgow Poems : See if ah wiz Scot Symon / Ahd tell thim wherrty stuff thir team….
Après avoir brièvement servi dans le conseil d'administration de Dumbarton, il s'engagea comme entraîneur de Partick Thistle en septembre 1968 pour deux années, avant de quitter sa place pour y intégrer le conseil d'administration.
Concernant sa carrière de joueur de cricket, il fut sélectionné en équipe d'Écosse de cricket pour affronter l'Australie en 1938.

### Carrière internationale
Scot Symon reçoit une sélection en faveur de l'équipe d'Écosse, le 7 décembre 1938, pour une victoire 3-1, à l'Ibrox Park de Glasgow, contre la Hongrie en match amical. Il n'inscrit aucun but lors de sa seule sélection.

## Palmarès

### Comme joueur
- Dundee :
  - Vainqueur de la Forfarshire Cup (en) en 1935

- Rangers :
  - Champion d'Écosse en 1938-39

### Comme entraîneur
- East Fife :
  - Vainqueur de la Coupe de la Ligue écossaise en 1948 et 1950
  - Champion de D2 écossaise en 1947-48
  - Vainqueur de la B Division Supplementary Cup en 1947 et 1948

- Preston North End :
  - Finaliste de la FA Cup en 1954

- Rangers :
  - Champion d'Écosse en 1955-56, 1956-57, 1958-59, 1960-61, 1962-63 et 1963-64
  - Vainqueur de la Coupe d'Écosse en 1960, 1962, 1963, 1964 et 1966
  - Vainqueur de la Coupe de la Ligue écossaise en 1961, 1962, 1964 et 1965
  - Finaliste de la Coupes d'Europe des vainqueurs de coupes en 1961 et 1967
  - Vainqueur de la Glasgow Cup en 1957, 1958 et 1960
  - Vainqueur de la Glasgow Merchants Charity Cup en 1955, 1957 et 1960